# قایق موشک‌انداز

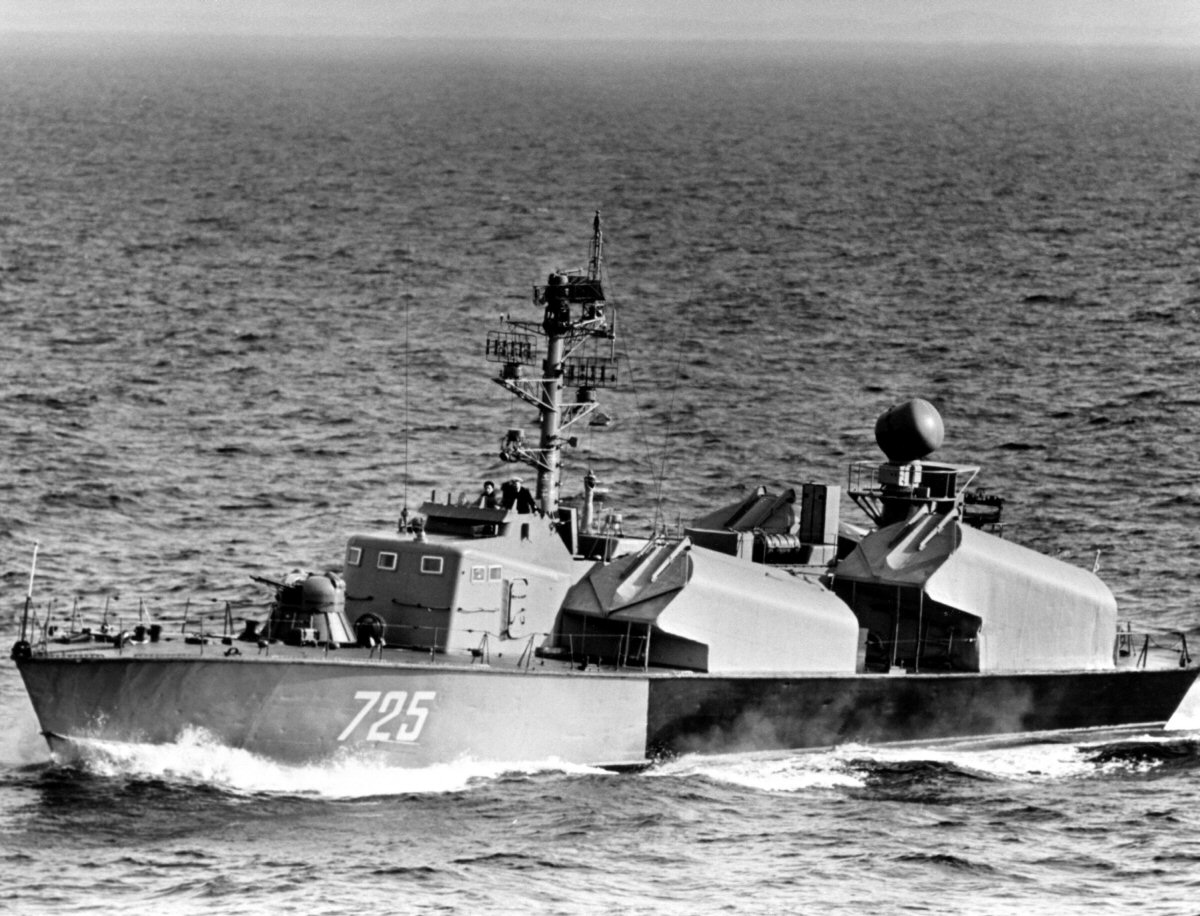
یک قایق موشک‌انداز کلاس یک اوسا در سال ۱۹۸۳. کلاس اوسا احتمالاً پرشمارترین کلاس قایق‌های موشکی است که ساخته شده است.

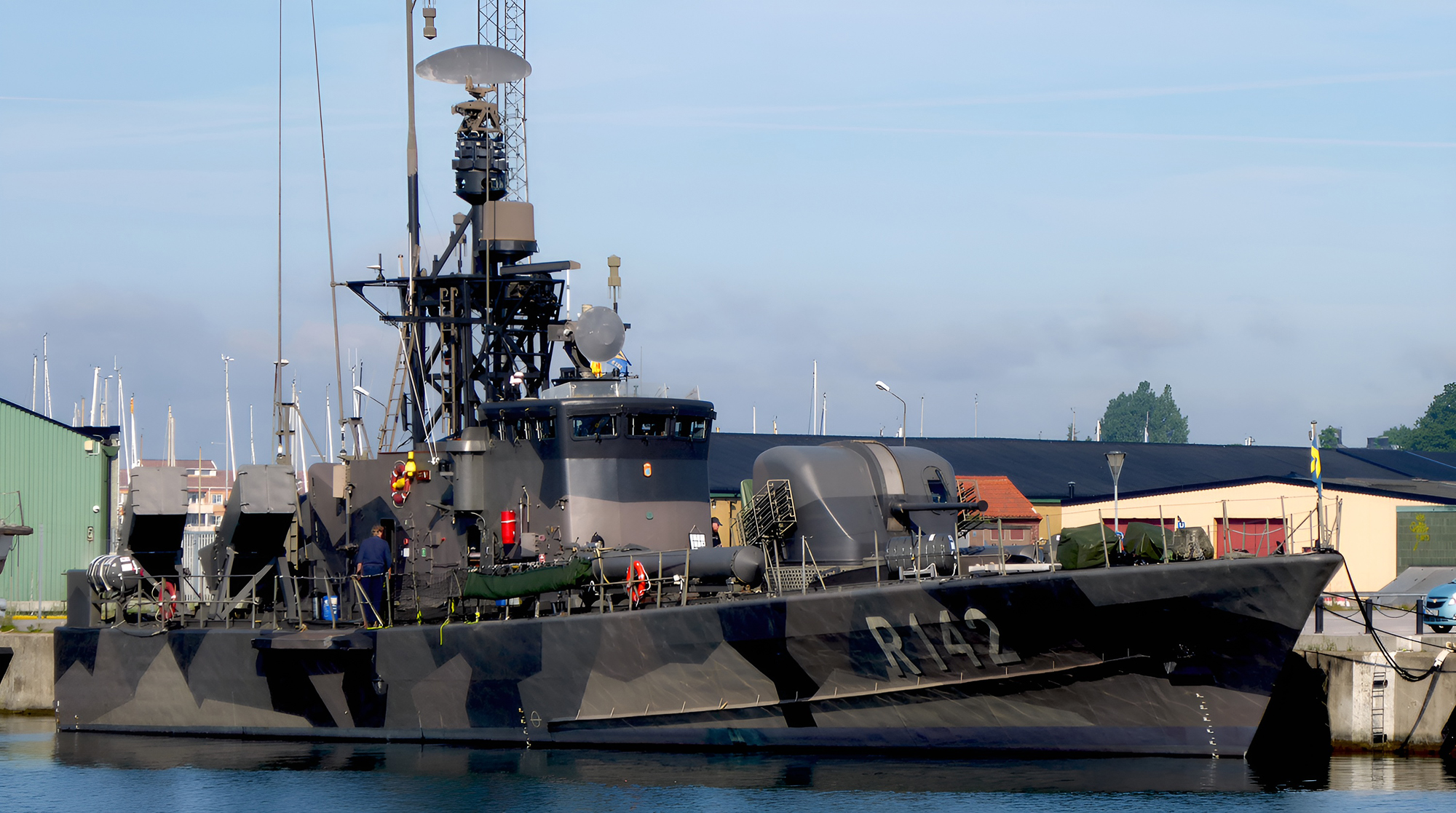
HMS Ystad نیروی دریایی سوئد ۲۰۱۷.

قایق موشک‌انداز نوعی شناور جنگی کوچک و سریع است که به موشک‌های ضدکشتی مجهز است. قایق‌های موشک‌انداز که نسبت به کشتی‌های جنگی دیگر مانند ناوشکن‌ها و ناوچه‌ها کوچک‌تر هستند، در میان کشورهای علاقه‌مند به تشکیل نیروی دریایی با هزینهٔ کمتر، محبوب هستند. این قایق‌ها از نظر مفهومی شبیه قایق‌های اژدرافکن مورد استفاده در جنگ جهانی دوم هستند. در واقع، نخستین قایق‌های موشک‌انداز، قایق‌های پرتاب‌گر اژدر اصلاح‌شده بودند که در آن‌ها لوله‌های اژدرانداز با لوله‌های موشک‌انداز جایگزین شدند.
دکترین نظامی استفاده از قایق‌های موشک‌انداز، مبتنی بر اصل تحرک بر دفاع و قدرت آتش است. ظهور موشک‌های هدایت‌شوندهٔ مناسب و فناوری‌های تقابل الکترونیکی، این ایده را به‌وجود آورد که اکنون کشتی‌های جنگی می‌توانند به گونه‌ای طراحی شوند که در برابر دشمنان خود مانور داده و خود را در حالی‌که جنگ‌افزارهایی قدرتمند حمل می‌کنند، پنهان کنند.
در گذشته، افزایش قدرت توپ‌های نیروی دریایی مستلزم پرتابه‌های بزرگ‌تر بود که به توپ‌های بزرگ‌تر و سنگین‌تر نیاز داشت که به نوبهٔ خود، نیاز به کشتی‌های بزرگ‌تر برای حمل این توپ‌ها و مهمات آن‌ها و جذب لگد قدرتمند آن‌ها داشت. این روند، در نبردناوهای غول‌پیکر جنگ جهانی دوم به اوج خود رسید. حتی زمانی که جنگ جهانی دوم در حال وقوع بود، زیردریایی‌ها و هواپیماها، به‌ویژه آن‌هایی که از ناوهای هواپیمابر پرتاب می‌شدند، نشان داده بودند که کشتی‌های جنگی بزرگ، چیزی بیش از اهدافی در یک جنگ بزرگ نیستند. ظهور و پیشرفت بمب‌های هدایت‌شونده و سپس موشک‌های ضدکشتی، سودمندی کشتی‌های جنگی بزرگ را کاهش دادند.
قایق‌های موشک‌انداز، زمانی که مجهز به موشک‌های پیشرفتهٔ ضدکشتی هستند، و به‌ویژه هنگامی که به صورت دسته‌جمعی مورد استفاده قرار می‌گیرند، می‌توانند حتی برای بزرگ‌ترین کشتی پایگاه‌ها نیز تهدید قابل‌توجهی باشند و این کار را در بُردهای بسیار بیشتر در مقایسه با اژدرها انجام می‌دهند.

## طراحی و تاریخچه
قایق‌های موشک‌انداز برای نخستین بار توسط اتحاد جماهیر شوروی در دهه ۱۹۵۰ اختراع و ساخته شدند و این طرح، با «پروژهٔ ۱۸۳آر» شروع شد که به تولید قایق موشک‌انداز کلاس کومار منجر شد. در قایق‌های کلاس کومار، دو موشک ضدکشتی پی-۱۵ ترمیت (Styx)، در پرتابگرها و یک زوج توپ خودکار ۲۵ میلی‌متری به‌عنوان تسلیحات، بر روی یک بدنهٔ چوبی ۲۵ متری با قابلیت حمل و جابه‌جایی ۶۶٫۵ تن، نصب شد. نصب چهار موتور دیزلی با توان ۴۸۰۰ اسب بخار، حداکثر سرعتی در حدود ۴۴ گره (۸۱ کیلومتر بر ساعت؛ ۵۱ مایل بر ساعت) به قایق‌های موشک‌انداز کلاس کومار داد. استقامت این قایق، محدود به ۱٬۰۰۰ مایل دریایی (۱٬۹۰۰ کیلومتر؛ ۱٬۲۰۰ مایل) در سرعت ۱۲ گره (۲۲ کیلومتر بر ساعت؛ ۱۴ مایل بر ساعت) بود و این قایق‌ها فقط برای پنج روز در دریا سوخت و ذخیره داشتند. مجموعاً ۱۱۲ شناور کلاس کومار و بیش از ۴۰۰ فروند از قایق موشک‌انداز کلاس اوسا ساخته شد که تعداد قابل‌توجهی از هر دو نوع، به کشورهای متحد شوروی فروخته شد.
قایق‌های کلاس کومار، از آن‌جایی که نسبتاً کوچک بودند و از چوب ساخته شده بودند، سطح مقطع راداری بسیار پایینی داشتند. رادار پیچیده آن‌ها، قایق موشک‌انداز را با بازتاب راداری کمِ خود، قادر می‌ساخت تا کشتی بزرگ‌تر دشمن را پیش از این‌که کشتی از حضور آن آگاه شود، شناسایی کند، موشک‌های خود را شلیک کرده، سرعت گرفته و دور شود. معماران نیروی دریایی شوروی قایق‌های موشک‌انداز را با چنین ویژگی‌هایی طراحی کرده بودند تا این قایق‌های کوچک، این مزایا را در برابر کشتی‌های بسیار بزرگ‌تر آمریکایی در صورت تلاش برای حمله به سواحل شوروی داشته باشند. این‌گونه قایق‌ها برای عملیات‌های ساحلی با استقامت محدود طراحی شده‌اند.
نخستین به‌کارگیری رزمی از قایق‌های موشک‌انداز، توسط نیروی دریایی مصر انجام شد. اندکی پس از جنگ شش‌روزه، در ۲۱ اکتبر ۱۹۶۷ یک قایق کومار مصری، ۴ موشک پی-۲۱ (Styx) به ناوشکن اسرائیلی ایلات شلیک کرد. ۳ مورد از ۴ موشک، به هدف اصابت کردند و ناوشکن ایلات به زیر آب رفت. در این حادثه، ۴۷ خدمهٔ ناوشکن اسرائیلی، جان باخته و بیش از ۱۰۰ نفر از مجموع ۱۹۹ خدمه، مجروح شدند.

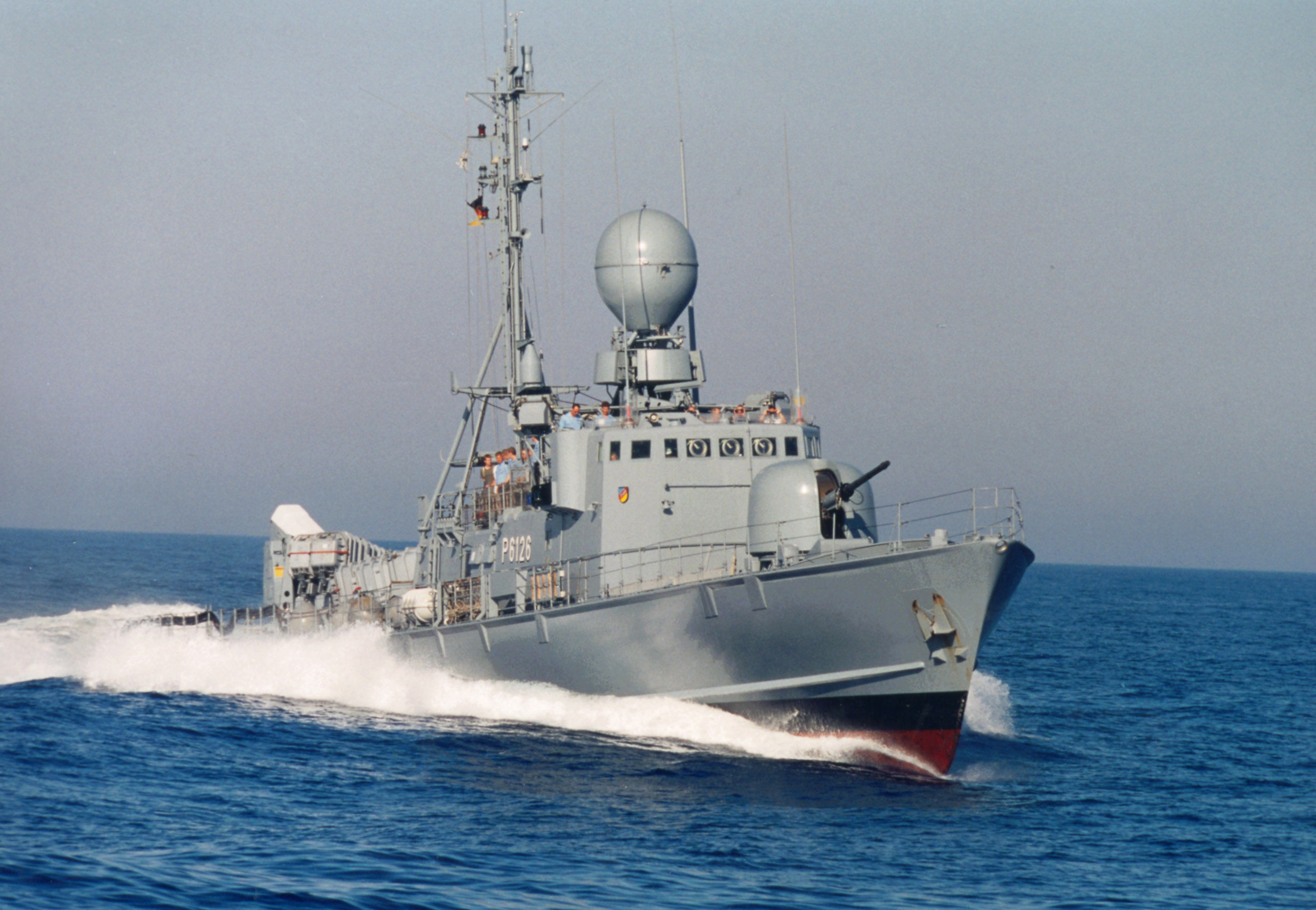
یک شناور کلاس جپار نیروی دریایی آلمان

تولید قایق‌های موشک‌انداز توسط شوروی واکنش ناتو را برانگیخت که این واکنش، پس از غرق شدن ایلات، شدیدتر شد. آلمانی‌ها و فرانسوی‌ها با همکاری هم، قایق موشک‌انداز کلاس La Combattante را ساختند. بدنهٔ این شناور، طولی معادل ۴۷ یا ۴۹ متر (۱۵۴ یا ۱۶۱ فوت) داشت و با موتورهای دیزلی ام‌تی‌یو، توانی معادل ۱۲٬۰۰۰ اسب بخار، ایجاد می‌کرد. یک بارگیری تسلیحاتی معمولی این قایق، شامل چهار موشک اگزوسه در دو مجموعه از دو پرتاب‌گر، همراه با توپ‌های خودکار ۷۶ میلی‌متری در جلو و یک جفت توپ ۴۰ میلی‌متری در عقب قایق بود. در مجموع ۶۸ فروند Combattante II به بازار عرضه شد و تولید آن تا ۱۹۷۴ ادامه یافت. این طراحی بلافاصله با پروژهٔ Combattante III ادامه یافت. در این سری، ۹ متر (۳۰ فوت) به طول بدنه افزوده شد، اما همان سلاح‌ها ثابت ماندند و تنها دو توپ خودکار ۳۰ میلی‌متری دوقلو، اضافه شدند. ۴۳ دستگاه از این نوع قایق موشک‌انداز تولید شد. چندین کشور دیگر نیز، نسخه‌های داخلی خود را از Combattante تولید کردند، مثلاً اسرائیل به تولید انواع ساعر ۳ و ساعر ۴ پرداخت.
در طول جنگ هند و پاکستان در سال ۱۹۷۱، اسکادرانی شامل ۲۵ قایق موشک‌انداز نیروی دریایی هند، با قایق‌های موشک‌انداز کلاس ویدیوت، نقش مهمی در حملات ویرانگر هند به کراچی در دسامبر ۱۹۷۱ ایفا کرد. دو عملیات کلیدی که این کشتی‌ها در آن نقش فعال داشتند، عملیات ترایدنت و عملیات پایتون بودند. این حملات هند، نیمی از نیروی دریایی پاکستان و بیشتر ذخایر سوخت نیروی دریایی پاکستان را در مخازن ذخیره سوخت در بندر را نابود کرد. این موضوع، راه را برای پیروزی قاطع نیروهای مسلح هند هموار کرد.
نبرد قایق‌های موشک‌انداز با یکدیگر، برای نخستین بار در تاریخ جنگ‌های دریایی مربوط به نبرد قایق‌های موشک‌انداز ساعر ۳ و ۴ اسرائیل (با استفاده از نسخهٔ تولید داخل موشک گابریل) با قایق‌های موشک‌انداز کلاس اوسا و کومار سوریه در طول جنگ یوم کیپور در اکتبر ۱۹۷۳ رخ داد. نخستین مورد از این درگیری‌ها به نبرد لاذقیه معروف شد. در آن نبرد و نبردهای پس از آن، حدود پنجاه موشک گابریل و تعداد مشابهی موشک استایکس شلیک شد. هفت کشتی سوری غرق شدند اما اسرائیلی‌ها خسارت و تلفاتی نداشتند. در نبرد بوبیان در سال ۱۹۹۱ قایق‌های موشک‌انداز نیروی دریایی عراق، توسط موشک‌های هوابه‌سطح انگلیسی منهدم شدند.
مدل‌های جدیدتر قایق‌های موشک‌انداز مانند کلاس جپارد آلمان و کلاس هامینای فنلاند، مجهز به موشک‌های سطح‌به‌هوا و شراره هستند. اندازهٔ قایق‌های موشک‌انداز کنونی افزایش یافته است، به‌طوری که برخی از مدل‌ها در حال حاضر با وزن ۸۰۰ تن، هم‌وزن با یک ناوچه سبک هستند. تجهیزات توسعه‌یافتهٔ آن‌ها از جمله یک هلیکوپتر، به آن‌ها توانایی انجام عملیات گسترده‌ای می‌دهد. در آوریل ۱۹۹۶، در طول عملیات خوشه‌های خشم اسرائیل، نیروهای دریایی ارتش اسرائیل از قایق‌های موشک‌انداز ساعر ۴ و ۴٫۵ برای گلوله‌باران سواحل لبنان با توپ ۷۶ میلی‌متری، همراه با حملات هوایی و توپخانه‌ای، بهره بردند.

## کاربری کنونی
ایران و کره شمالی بیشترین تعداد قایق‌های موشک‌انداز در حال فعالیت را در اختیار دارند. کره شمالی به تنهایی بیش از ۳۰۰ فروند از آن‌ها را در اختیار دارد. ایران نیز در حال توسعهٔ «قایق‌های ایجادکنندهٔ ازدحام» برای ایجاد ازدحام و مزاحمت برای کشتی‌های بزرگ‌تر در آب‌های به شدت مورد مناقشه خلیج فارس بوده است. برای مقابله با این تهدید، نیروی دریایی ایالات متحده در حال توسعهٔ یک دکترین دفاعی ضد تهدیدات سطحی موسوم به ASUW Littoral، همراه با کشتی‌هایی مانند کشتی‌های کلاس رزمی ساحلی است.
نیروی دریایی چین هم دارای ناوگان بزرگی از شناورهای موشک‌انداز است که شامل قایق‌های موشک‌انداز نوع ۲۲، قایق‌های موشک‌انداز کلاس Houxin Type 037IG و قایق‌های موشک‌انداز کلاس Houjian نوع 037II با مجموع ۱۰۹ فروند هستند.